# Pierre Chirac
Pour les articles homonymes, voir Chirac.

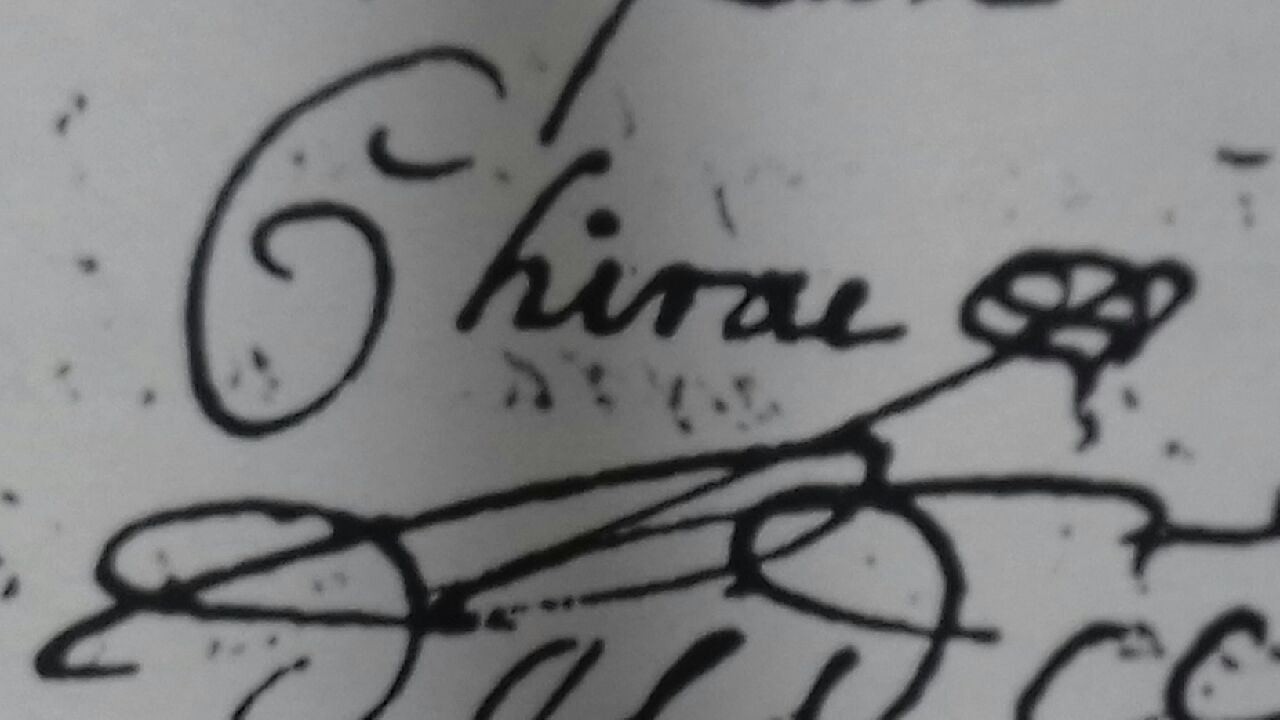
Signature de Pierre Chirac. Acte de mariage avec Claire Issert (1686).

Pierre Chirac est un médecin français, né à Conques (Rouergue) le 25 avril 1657 et mort à Marly-le-Roi le 1er mars 1732. Surintendant du Jardin royal des plantes médicinales en 1718, il est anobli en 1728 puis nommé premier médecin de Louis XV en 1730. La vision novatrice de cet homme ambitieux, basée sur l'observation et la mise en commun des expériences, ne lui survivra pas.

## Biographie

### Jeunesse
Pierre Chirac naît à Conques en 1657, fils de Jean Chirac, marchand, et de Marie Rivette. Ses parents le destinent à l'état ecclésiastique.
Après avoir effectué ses humanités à Rodez, il part pour Montpellier en 1678 afin d'y étudier la théologie. Précepteur chez un pharmacien, il prend goût à la médecine et ne tarde pas à s'y distinguer. Michel Chicoyneau, chancelier de la Faculté de médecine de Montpellier, lui confie l'éducation de ses enfants. Laborieux et assidu, Pierre Chirac peut bientôt enseigner lui-même. Reçu docteur en 1683, il obtient une chaire qu'il occupe brillamment.[réf. nécessaire] Il y a pour élève Antoine de Jussieu.
En 1686, il épouse Claire Issert, fille d'un tailleur d'habits. Nommé en 1692 médecin de l'armée de Catalogne commandée par le maréchal de Noailles, il parvint à guérir rapidement, par des moyens très simples, une dysenterie épidémique qui cause de grands ravages. Puis il est affecté au port de Rochefort.

### Médecin royal
En 1706, il est appelé par Philippe d'Orléans, qui l'emmène l'année suivante dans ses campagnes d'Italie et d'Espagne.
En 1712, il marie sa fille Marie à François Chicoyneau, dont il a pris en charge l'éducation 20 ans plus tôt.
En 1715, il succède à Guillaume Homberg comme premier médecin de ce prince.
Sous la Régence, les faveurs se succèdent. En 1716, il obtient le titre d'associé libre de l'Académie des sciences. Deux ans plus tard, il remplace Fagon à la surintendance du Jardin royal des plantes, titre associé à celui de premier médecin du roi.

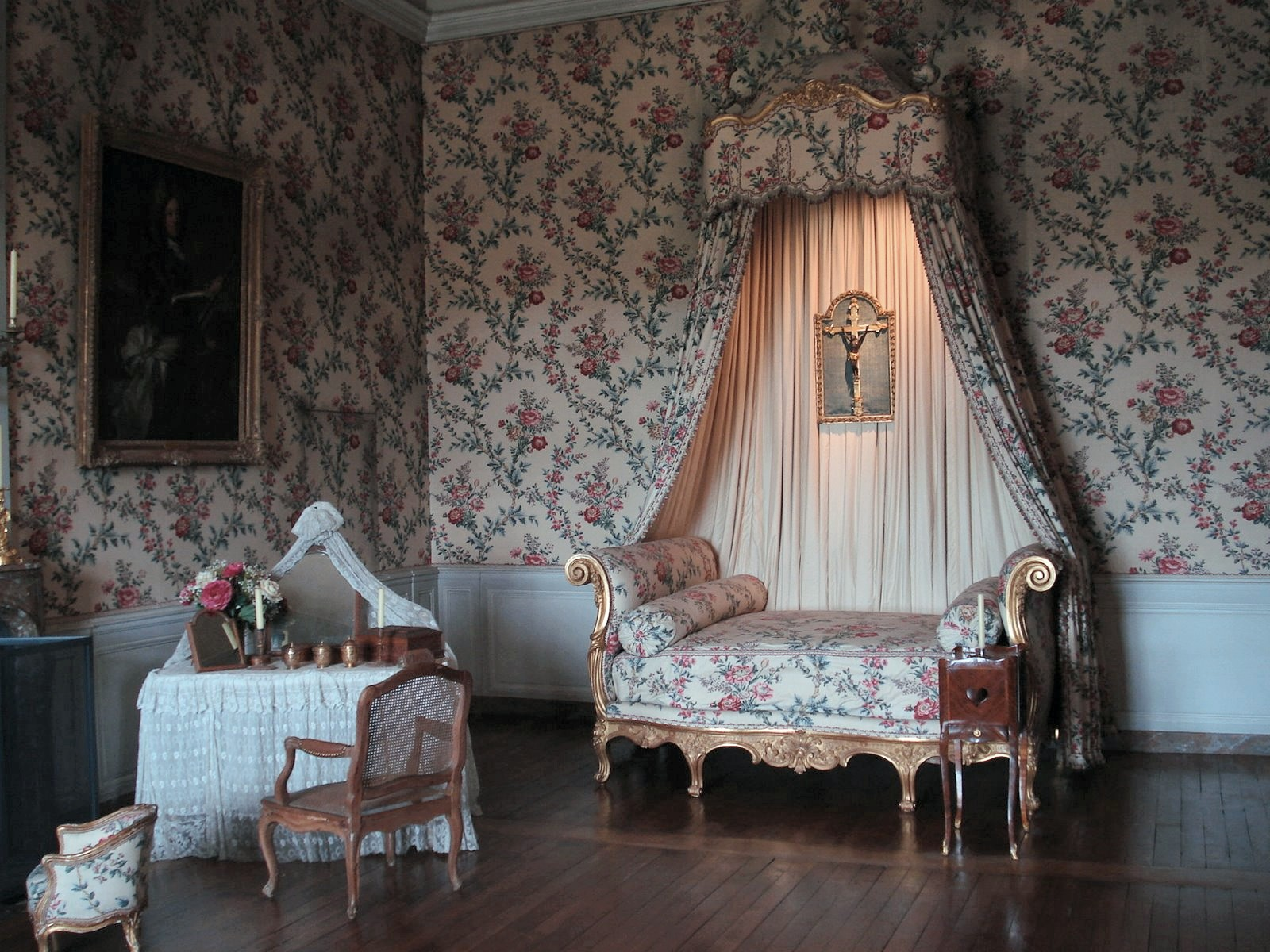
Château de Vaux-le-Vicomte, chambre de Louis XV.

En juillet 1719, le Régent l'appelle d'urgence au chevet de sa fille, la duchesse de Berry. Mais Pierre Chirac ne peut sauver la jeune princesse. Mal relevée de précédentes couches, alcoolique notoire et prématurément usée par une vie dissolue, elle meurt dans la nuit du 20 au 21 juillet.
Il est anobli en 1728. En 1731, il succède à Claude-Jean-Baptiste Dodart comme Premier médecin de Louis XV.
Par testament olographe du 2 septembre 1730 insinué à Paris le 15 mars 1732, il institue comme légataire universel son petit-fils Jean Joseph François Chicoyneau (1720–1776) et, à défaut, sa fille, épouse de Monsieur Chicoyneau. Afin d'effectuer les meilleurs placements financiers dans l'intérêt de son petit-fils, il lègue au précepteur de ce dernier, le Sieur Violette, la somme de 600 livres pour qu'il étudie « luy même avec soin tout ce qui concerne la banque et le grand commerce ». Il lègue à sa fidèle servante, Mademoiselle Ulé, la somme de 200 livres. Si sa fille lui succède, il lègue 30 000 livres à l'université de médecine pour qu'elle crée deux charges de professeur, l'une d'anatomie comparée, l'autre de physiologie afin d'expliquer la théorie de Borelli sur le mouvement des êtres animés.
Il meurt à Marly début mars 1732. Son gendre François Chicoyneau lui succède comme Premier médecin du roi.

### Postérité
Ambitieux mais clairvoyant, Pierre Chirac souhaite établir à Paris une académie de médecine qui correspondrait avec les praticiens de tous les hôpitaux du royaume, et même de l'étranger, pour proposer l'essai de remèdes, en recueillir les expériences et enregistrer les observations liées à la dissection de cadavres. On formerait ainsi un corps de médecine fondé sur une mutualisation de l'expérience. Mais jalouse de ses privilèges, la faculté de Paris fait échouer ce projet novateur. Plus avisée, celle de Montpellier y adhère malgré ses statuts, mais y renonce peu après la mort de Chirac.

Dans ses Mémoires, le duc de Saint-Simon brosse de lui ce portrait féroce, qui nuira à sa postérité :
« Je fus surpris que Chirac vînt un matin chez moi, car je ne crois pas qu'alors je lui eusse jamais parlé ni presque rencontré. Ce fut pour me prier de lui faire donner cette direction (du jardin des simples). Il me dit qu'avec le bien qu'il avait, et en effet il était extrêmement riche, ce n'était pas pour augmenter son revenu, mais au contraire pour y mettre du sien. Il me peignit si bien l'extrême abandon de l'entretien de tant de plantes curieuses et rares et de tant de choses utiles à la médecine, qu'on devait avoir soin d'y démontrer et d'y composer, qu'un premier médecin, tout occupé de la cour, ne pouvait maintenir dans la règle, encore moins les réparer au point où tout y était tombé, qu'il me persuada que l'utilité publique demandait qu'un autre en fût chargé. Il ajouta que, par devoir et par goût, il prendrait tout le soin nécessaire au rétablissement, à l'entretien et au bon ordre d'un lieu qui, tenu comme il le devait être, honorait la capitale et instruisait médecins, savants et curieux; qu'il serait plus à portée que nul autre d'y faire venir de toutes parts et élever les plantes les plus intéressantes et les plus rares, par les ordres de M. le duc d'Orléans, tant de choses, enfin, que je lui demandai seulement pourquoi, ayant la confiance de son maître, il ne s'adressait pas directement à lui. Il me satisfit là-dessus, car il avait beaucoup de langage, d'éloquence, de tour, d'art et de finesse. C'était le plus savant médecin de son temps, en théorie et en pratique, et, de l'aveu de tous ses confrères et de ceux de la première réputation, leur maître à tous, devant qui ils étaient tous en respect comme des écoliers, et lui avec eux en pleine autorité comme un autre Esculape. C'est ce que personne n'ignorait; mais ce que je ne sus que depuis et ce que l'expérience m'apprit aussi dans la suite, c'est que l'avarice le rongeait en nageant dans les biens; que l'honneur, la probité, peut-être la religion lui étaient inconnus et que son audace était à l'épreuve de tout. Il sentait que son maître le connaissait, et il voulait s'appuyer auprès de lui de qui ne le connaissait pas pour emporter ce qu'il désirait et ce qu'il n'osait espérer de soi-même. J'en parlai deux jours après à M. le duc d'Orléans, qui l'accorda après quelque résistance. Oncques depuis n'ai-je ouï parler de Chirac ; mais, ce qu'il fit de pis, c'est qu'il ne mit rien au jardin des simples, n'y entretint quoi que ce soit, en tira pour lui la quintessence, le dévasta, et en mourant le laissa en friche, en sorte qu'il fallut le refaire et le rétablir comme en entier. »
. 

## Publications
- Extrait d'une lettre écrite à Mr. Regis l'un des quatre commis pour le Journal des Sçavans. Sur la structure des cheveux, Montpellier, Gontier, 1688, in-12.L'auteur compare la racine de ces filets délicats à celle des plantes bulbeuses. Il précise leur mode de nutrition et d'accroissement et leurs altérations dans la maladie nommée plique polonaise. Le jeune médecin italien Placide Soraci fit imprimer une réponse où il s'affirmait l'auteur de cette découverte, que Chirac s'était attribuée[10] ;
- Dissertatio academica - An incubo ferrum rubiginosum - Dissertation académique - Faut-il employer le fer rouillé contre le cauchemar ?, Montpellier, 1692, in-12 ;
- Dissertatio academica - An passioni iliacæ globuli plumbei hydrargyro præferendi - Dissertation académique - Contre la douleur abdominale, les billes de plomb sont-elles préférables au mercure artificiel  ?, Montpellier, 1694, in-12. L'auteur se prononce pour la négative. Il explique assez exactement l'invagination intestinale ;

- De motu cordis : adversaria analytica - Du mouvement du cœur : essai analytique, Montpellier, 1698, in-12 ;
- Lettres sur l'apologie de Vieussens, Montpellier, 1698, in-8°. L'illustre anatomiste Raymond Vieussens se flattait d'avoir démontré le premier l'existence d'un acide dans le sang. Chirac revendique cette découverte purement imaginaire. Seconde partie : ;
- Quaestio medico-chirurgica - Utrum absoluta vulnerum suppuratione ad promovendam cicatricem praestent detergentia salino-aquea sarcoticis aliis oleosis & pinguibus quibuslibet medicamentis - Question médico-chirurgicale - Est-ce qu'en cas de suppuration complète des plaies, pour favoriser la cicatrisation les nettoyants salino-aqueux l'emporteraient sur les autres régénérants huileux et n'importe quels médicaments gras ?, Antoine de Jussieu, Montpellier, 1707, in-12. Les succès que Chirac avait obtenus de l'emploi des eaux de Balaruc, dans la guérison d'une blessure grave du duc d'Orléans, le déterminèrent à publier cette dissertation, qui fut traduite en français sous ce litre : Observations de chirurgie sur la nature et le traitement des plaies, Paris, 1742, in-12, et jointe à l'opuscule d'Antoine Fizes sur la suppuration des parties molles ;
- Observations sur les incommodités auxquelles sont sujets les équipages des vaisseaux, et de la manière de les traiter. Paris, 1724, in-8° ;
- Traité des fièvres malignes, des fièvres pestilentielles et autres, Paris, 1742, in-12 ;
- Dissertations et consultations médicinales, 1744 et 1755, 3 vol.

## Dans la fiction
- Dans le film de Bertrand Tavernier Que la fête commence, sorti en 1975, Pierre Chirac — montré sous le jour peu avantageux d'un kleptomane — est interprété par Raymond Girard.

## Source
- « Pierre Chirac », dans Louis-Gabriel Michaud, Biographie universelle ancienne et moderne : histoire par ordre alphabétique de la vie publique et privée de tous les hommes avec la collaboration de plus de 300 savants et littérateurs français ou étrangers, 2e édition, 1843-1865 [détail de l’édition]